# Замятин, Олег Семёнович
Олег Семёнович Замятин (Олег Семенович Замятін; род. 16 декабря 1963) — советский и украинский актёр театра и кино, Народный артист Украины (2015).

## Биография
Родился 16 декабря 1963 года.
Окончил Киевский институт театрального искусства им. Карпенко-Карого в 1988 г.
В театре им. Леси Украинки — с 9.11.1993 г.

## Театральные работы
- «Циничная комедия» (2012)
- «Чуть мерцает призрачная сцена… (Юбилей. Юбилей? Юбилей!)» (2011)
- «Мошенники по не воле» (2003)
- «Волки и овцы» (2003)
- «Невероятный бал» (2001)
- «И всё это было… и всё это будет…» (2001)
- «Тайны мадридского двора» (2000)
- «Месть по-итальянски» (2000)
- «Элитные псы (Хозяева жизни)»(1999)
- «Кошка на раскаленной крыше» (1998)
- «Крокодил» (1997)
- «Королевские игры» (1997)
- «Банковские служащие…» (1997)
- «Вверх тормашками!!!» (1996)
- «Тойбеле и её демон» (1996)
- «Ревность» (1995)
- «Иван-царевич» (1993)

## Фильмография
1. 1997 — Тарас Шевченко. Завещание — Евгений Гребинка
2. 2002 — Кукла — Павел Сергеевич Козлов
3. 2002 — Под крышами большого города — Костя
4. 2004 — Пепел Феникса
5. 2005 — Косвенные улики — управляющий казино
6. 2005 — Развод и девичья фамилия — Константин Аверин
7. 2006 — Дурдом — Павел Сергеевич Козлов
8. 2007 — Возвращение Мухтара 4 — адвокат (серия «Отец и дети»)
9. 2007 — Деньги для дочери — Руслан Григорьевич Гейко
10. 2007 — Иван Подушкин. Джентльмен сыска 2
11. 2007 — Охламон — Сергей Иванович Потапов
12. 2008 — Дорогие дети — друг семьи
13. 2008 — Король, дама, валет — Борис Григорьевич
14. 2008 — Реквием для свидетеля — Ефремов
15. 2008 — Удиви меня — Зимин
16. 2009 — Блудные дети — Олег
17. 2009 — Чудо — Зиньков
18. 2010 — Вера, Надежда, Любовь
19. 2010 — Демоны — Саша
20. 2010 — Не скажу — друг Малютина
21. 2011 — Семь вёрст до небес — Василий Аркадьевич
22. 2012 — Брат за брата-2 — Корниенко
23. 2012 — Последняя роль Риты — Александр Петрович Крышталовский
24. 2014 — Скорая помощь — Никита Иванович Воронов
25. 2014 — Узнай меня, если сможешь — адвокат

## Награды и звания
- 2006 — Заслуженный артист Украины[1]
- 2015 — Народный артист Украины[2]